# Taekwondo aux Jeux olympiques d'été de 2016
Navigation
Londres 2012 Tokyo 2020
Les épreuves de taekwondo aux Jeux olympiques d'été de 2016 se déroulent du 17 au 20 août 2016 à Rio de Janeiro au Brésil.
Elles ont lieu à la Carioca Arena 3. En tout, 8 médailles sont pourvues dans les compétitions de taekwondo, à répartition égale entre épreuves masculines et féminines.

## Qualification
La compétition de taekwondo aux Jeux de 2012 comporte 128 athlètes, 64 de chaque sexe, 16 dans chacune des huit catégories de poids. Chaque pays peut inscrire un maximum de 8 athlètes, quatre de chaque sexe.
Quatre places sont réservés pour le Brésil en tant que pays hôte et quatre autres sont des invitations décidés par la commission tripartite. Les 120 places restantes sont attribuées par un processus de qualification où les athlètes gagnent des places pour leur nation respective.
Si une nation qui s'est qualifiée grâce à un tournoi de qualification renonce à une place, elle est attribuée à la nation de l'athlète classé juste derrière dans la catégorie de poids respective de ce tournoi tant que l'ajout de cette place ne dépasse pas le quota maximum autorisé pour cette nation.

## Résultats

### Podiums

#### Hommes
| Épreuve                                            | Or              | Argent                      | Bronze           |
| -------------------------------------------------- | --------------- | --------------------------- | ---------------- |
| Poids mouches (moins de 58 kg) résultats détaillés | Zhao Shuai      | Tawin Hanprab               | Luisito Pie      |
| Poids mouches (moins de 58 kg) résultats détaillés | Zhao Shuai      | Tawin Hanprab               | Kim Tae-hun      |
| Poids plumes (moins de 68 kg) résultats détaillés  | Ahmad Abughaush | Alekseï Denissenko          | Lee Dae-hoon     |
| Poids plumes (moins de 68 kg) résultats détaillés  | Ahmad Abughaush | Alekseï Denissenko          | Joel González    |
| Poids welters (moins de 80 kg) résultats détaillés | Cheick Cissé    | Lutalo Muhammad             | Oussama Oueslati |
| Poids welters (moins de 80 kg) résultats détaillés | Cheick Cissé    | Lutalo Muhammad             | Milad Beigi      |
| Poids lourds (plus de 80 kg) résultats détaillés   | Radik Isayev    | Issoufou Alfaga Abdoulrazak | Maicon Siqueira  |
| Poids lourds (plus de 80 kg) résultats détaillés   | Radik Isayev    | Issoufou Alfaga Abdoulrazak | Cha Dong-min     |

#### Femmes
| Épreuve                                            | Or           | Argent            | Bronze                 |
| -------------------------------------------------- | ------------ | ----------------- | ---------------------- |
| Poids mouches (moins de 49 kg) résultats détaillés | Kim So-hui   | Tijana Bogdanović | Patimat Abakarova      |
| Poids mouches (moins de 49 kg) résultats détaillés | Kim So-hui   | Tijana Bogdanović | Panipak Wongpattanakit |
| Poids plumes (moins de 57 kg) résultats détaillés  | Jade Jones   | Eva Calvo Gómez   | Kimia Alizadeh         |
| Poids plumes (moins de 57 kg) résultats détaillés  | Jade Jones   | Eva Calvo Gómez   | Hedaya Malak           |
| Poids welters (moins de 67 kg) résultats détaillés | Oh Hye-ri    | Haby Niaré        | Ruth Gbagbi            |
| Poids welters (moins de 67 kg) résultats détaillés | Oh Hye-ri    | Haby Niaré        | Nur Tatar              |
| Poids lourds (plus de 67 kg) résultats détaillés   | Zheng Shuyin | María Espinoza    | Bianca Walkden         |
| Poids lourds (plus de 67 kg) résultats détaillés   | Zheng Shuyin | María Espinoza    | Jackie Galloway        |

### Tableau des médailles
- Pays organisateur (Brésil)

| Rang  | Nation                 | Or | Argent | Bronze | Total |
| ----- | ---------------------- | -- | ------ | ------ | ----- |
| 1     | Corée du Sud           | 2  | 0      | 3      | 5     |
| 2     | Chine                  | 2  | 0      | 0      | 2     |
| 3     | Grande-Bretagne        | 1  | 1      | 1      | 1     |
| 4     | Azerbaïdjan            | 1  | 0      | 2      | 3     |
| 5     | Côte d'Ivoire          | 1  | 0      | 1      | 2     |
| 6     | Jordanie               | 1  | 0      | 0      | 1     |
| 7     | Espagne                | 0  | 1      | 1      | 2     |
| 7     | Thaïlande              | 0  | 1      | 1      | 2     |
| 9     | France                 | 0  | 1      | 0      | 1     |
| 9     | Mexique                | 0  | 1      | 0      | 1     |
| 9     | Niger                  | 0  | 1      | 0      | 1     |
| 9     | Russie                 | 0  | 1      | 0      | 1     |
| 9     | Serbie                 | 0  | 1      | 0      | 1     |
| 14    | Brésil                 | 0  | 0      | 1      | 1     |
| 14    | Égypte                 | 0  | 0      | 1      | 1     |
| 14    | États-Unis             | 0  | 0      | 1      | 1     |
| 14    | Iran                   | 0  | 0      | 1      | 1     |
| 14    | République dominicaine | 0  | 0      | 1      | 1     |
| 14    | Tunisie                | 0  | 0      | 1      | 1     |
| 14    | Turquie                | 0  | 0      | 1      | 1     |
| Total | Total                  | 8  | 8      | 16     | 32    |